# 재정비 촉진사업
재정비촉진사업은 대한민국에서 낙후된 기성 시가지의 주거환경을 정비하는 광역단위 도시개발사업의 한 형태로, 동일생활권 지역 전체를 대상으로 도시기반시설은 공공부문이, 아파트 등 건축사업은 민간 또는 공공부문이 계획에 따라 추진하는 사업이다. <도시재정비 촉진을 위한 특별법>(약칭 도시재정비법)에 따른 공식적인 이름은 재정비촉진사업(再整備促進事業)이며, 이 사업이 추진되는 구역을 뉴타운 지구(再整備促進地區)라고도 한다. 재정비촉진지구는 주거지형, 중심지형, 고밀복합형의 3가지 유형으로 분류된다.

## 배경
대한민국에서는 1960년대 중반부터 급격한 산업화 및 도시화로 인한 도시미관과 주택문제를 해결하고자 재건축 사업과 재개발 사업 등이 시행되었으나, 이와 같은 민간위주의 도시재개발사업은 수익성과 사업추진의 편의성에 치중하게 되어 도로, 공원, 학교부지 등 기반시설이 절대 부족하여 도시환경이 되려 악화되었다.
또한, 서울은 인구증가와 급속한 도시팽창으로 1970년대 중반에는 강남까지 확장되었으며, 1990년대 초반에는 분당, 일산, 평촌, 산본, 중동의 5개 신도시를 서울 주변에 만들었다. 도시문제를 신도시 건설로 해결하는 동안 기존 도시인 강북은 도로, 공원, 문화시설 등 도시기반시설 부족으로 교통혼잡 등 생활환경이 악화되어 삶의 질이 점점 더 나빠졌다. 이에 서울특별시에서는 도시균형발전을 위한 정비사업으로 영어권 국가에서 신도시를 뜻하는 뉴타운(영어: New town)이라는 용어를 써서 2002년 12월 23일 강북 뉴타운 시범사업인 길음, 은평, 왕십리 뉴타운 사업을 시작하게 되었다.
이후 부산 등 다른 지방자치단체에서도 적정규모의 생활권역을 대상으로 도시기반시설을 확충할 수 있는 종합적인 도시계획사업으로 도시재정비 촉진사업을 시행하게 되었으며, 통칭 뉴타운 사업으로 부르게 되었다.

## 법규정
서울시에서는 2003년 3월 15일 “서울특별시 지역균형발전지원에 관한 조례”를 제정하여 균형발전사업을 “도시의 균형 있고 건전한 발전을 위하여 추진되는 제반 사업”으로 정의하고 그 중 뉴타운 사업은 “동일생활권의 도시기능을 종합적으로 증진시키기 위하여 시행하는 제반사업”으로 규정하였다.
이후 대한민국 정부에서는 2005년 12월 30일 “도시재정비 촉진을 위한 특별법”을 제정하여 재정비 촉진사업을 “도시의 낙후된 지역에 대한 주거환경개선과 기반시설의 확충 및 도시기능의 회복을 위한 사업을 광역적으로 계획하고 체계적이고 효율적으로 추진하는” 사업으로 정의하여 뉴타운 사업이 보다 활성화 할 수 있는 법적 근거를 마련했다.

## 유형별 구분
도시재정비법 제2조 1항에 따라 다음과 같이 구분한다.

### 주거지형
노후·불량주택과 건축물이 밀집한 지역으로서 주로 주거환경의 개선과 기반시설의 정비가 필요한 지구, 면적 50만m2 이상

### 중심지형
상업지역·공업지역 등으로서 토지의 효율적 이용과 도심 또는 부도심 등의 도시기능의 회복이 필요한 지구, 면적 20만m2 이상

### 고밀복합형
주요 역세권, 간선도로의 교차지 등 양호한 기반시설을 갖추고 있어 대중교통 이용이 용이한 지역으로서 도심 내 소형주택의 공급 확대, 토지의 고도이용과 건축물의 복합개발이 필요한 지구, 면적 10만m2 이상

## 사업종류
- “도시 및 주거환경정비법”에 의한 주거환경개선사업·주택재개발사업·주택재건축사업·도시환경정비사업
- “도시개발법”에 의한 도시개발사업
- “재래시장 육성을 위한 특별법”에 의한 시장정비사업

## 서울 뉴타운 종류

### 신시가지형뉴타운
미개발지·저개발지 등 개발밀도가 낮은 토지가 산재하고 있어 종합적인 신시가지 개발이 필요한 지역(은평지구)

### 도심형뉴타운
도심 및 그 인근 지역의 기성시가지가 무질서하게 형성되어 있어 주거·업무 등 새로운 도시기능을 복합적으로 개발·필요가 있는 지역(왕십리지구)

### 주거중심형뉴타운
노후불량주택이 밀집되어 있어 재개발이 필요하거나 주택재개발사업 또는 도시환경정비사업이 추진되고 있는 지역으로서 도로, 공원 등 도시기반시설이 취약하여 동일생활권 전체를 종합적으로 개발하지 않고 부분적으로 개발할 경우 도시기능이 악화될 우려가 있는 지역(길음지구)

## 대한민국 뉴타운 사업 현황
범례 :
 해제    실효  
| 시도       | 지구                       | 면적(천m²) | 유형         | 지정일           | 비고                 |
| ---------- | -------------------------- | ---------- | ------------ | ---------------- | -------------------- |
| 서울특별시 | 은평                       | 3,495      | 주거지형     | 2006년 10월 19일 |                      |
| 서울특별시 | 성북 길음                  | 1,249      | 주거지형     | 2006년 10월 19일 |                      |
| 서울특별시 | 성동 왕십리                | 337        |              | 2004년 5월 31일  | 시범뉴타운           |
| 서울특별시 | 종로 돈의문                | 200        |              | 2003년 11월 18일 | 2차뉴타운            |
| 서울특별시 | 용산 한남                  | 1,095      | 주거지형     | 2006년 10월 19일 |                      |
| 서울특별시 | 강동 천호                  | 412        | 주거중심지형 | 2003년 11월 18일 | 2차뉴타운            |
| 서울특별시 | 노원 상계                  | 643        | 주거지형     | 2006년 10월 19일 |                      |
| 서울특별시 | 은평 수색·증산             | 897        | 주거지형     | 2006년 10월 19일 |                      |
| 서울특별시 | 서대문 북아현              | 899        | 주거지형     | 2006년 10월 19일 |                      |
| 서울특별시 | 금천 시흥                  | 634        | 주거지형     | 2006년 10월 19일 |                      |
| 서울특별시 | 영등포 신길                | 1,469      | 주거지형     | 2006년 10월 19일 |                      |
| 서울특별시 | 동작 흑석                  | 898        | 주거지형     | 2006년 10월 19일 |                      |
| 서울특별시 | 관악 신림                  | 527        | 주거지형     | 2006년 10월 19일 |                      |
| 서울특별시 | 송파 거여·마천             | 738        | 주거지형     | 2006년 10월 19일 |                      |
| 서울특별시 | 동대문 이문·휘경           | 1,013      | 주거지형     | 2006년 10월 19일 |                      |
| 서울특별시 | 동대문 전농·답십리         | 905        | 주거중심형   | 2008년 11월 20일 | 2차뉴타운            |
| 서울특별시 | 강북 미아                  | 980        | 주거중심형   | 2008년 12월 11일 | 2차뉴타운            |
| 서울특별시 | 동대문 청량리              | 357        |              | 2003년 11월 18일 | 시범촉진             |
| 서울특별시 | 서대문 가재울              | 1,073      | 주거지형     | 2003년 11월 18일 | 2차뉴타운            |
| 서울특별시 | 영등포 영등포              | 226        | 중심지형     | 2003년 11월 18일 | 2차뉴타운            |
| 서울특별시 | 마포 합정                  | 208        |              | 2003년 11월 18일 | 균촉지구             |
| 서울특별시 | 마포 아현                  | 1,088      | 주거지형     | 2003년 11월 18일 | 2차뉴타운            |
| 서울특별시 | 서대문 홍제                | 200        |              | 2003년 11월 18일 | 균촉지구             |
| 서울특별시 | 성북 장위                  | 1,851      | 주거지형     | 2006년 10월 19일 |                      |
| 서울특별시 | 중랑 상봉                  | 505        | 중심지형     | 2006년 10월 19일 |                      |
| 서울특별시 | 광진 구의·자양             | 385        | 중심지형     | 2006년 10월 19일 |                      |
| 서울특별시 | 강동 천호·성내             | 277        | 중심지형     | 2006년 10월 19일 |                      |
| 서울특별시 | 종로·중구 세운             | 438        | 중심지형     | 2006년 10월 19일 |                      |
| 서울특별시 | 중랑 중화                  | 510        | 주거지형     | 2006년 12월 21일 |                      |
| 서울특별시 | 양천 신정                  | 700        | 주거지형     | 2006년 12월 21일 |                      |
| 서울특별시 | 강서 방화                  | 511        | 주거지형     | 2006년 12월 21일 |                      |
| 서울특별시 | 동작 노량진                | 762        | 주거지형     | 2006년 12월 21일 |                      |
| 서울특별시 | 종로 창신·숭인             | 846        | 주거지형     | 2007년 4월 30일  |                      |
| 서울특별시 | 강북 미아                  | 479        |              | 2005년 6월 16일  | 시범촉진             |
| 서울특별시 | 구로구 가리봉              | 279        | 중심지형     | 2008년 5월 22일  |                      |
| 인천광역시 | 서구 가좌                  | 676        | 주거지형     | 2007년 2월 5일   |                      |
| 인천광역시 | 남구 제물포역세권          | 944        | 주거지형     | 2007년 3월 12일  |                      |
| 인천광역시 | 동구 동인천역              | 291        | 중심지형     | 2007년 5월 21일  |                      |
| 인천광역시 | 주안 2,4동                 | 1,275      | 주거지형     | 2008년 5월 26일  |                      |
| 인천광역시 | 동구 동인천역              | 310        |              | 2007년 5월 1일   |                      |
| 인천광역시 | 남구 주안 2,4동            | 1,274      | 주거지형     | 2008년 3월 24일  |                      |
| 인천광역시 | 남구 제물포역세권          | 942        |              | 2007년 3월 12일  | 2010년 2월 1일 해제  |
| 인천광역시 | 인천역 주변 (중구 북성동)  | 441        |              | 2008년 6월 1일   | 2010년 2월 1일 해제  |
| 인천광역시 | 가좌IC 주변 (서구 가좌3동) | 676        |              | 2007년 2월 1일   | 2010년 2월 1일 해제  |
| 경기도     | 부천 소사                  | 2,567      | 주거지형     | 2007년 3월 12일  |                      |
| 경기도     | 부천 고강                  | 1,775      | 주거지형     | 2007년 3월 12일  |                      |
| 경기도     | 부천 원미                  | 2,128      | 중심지형     | 2007년 3월 12일  |                      |
| 경기도     | 구리 인창·수택             | 2,072      | 주거지형     | 2007년 6월 4일   |                      |
| 경기도     | 광명 광명                  | 2,248      | 주거지형     | 2007년 7월 30일  |                      |
| 경기도     | 고양 원당                  | 1,304      | 주거지형     | 2007년 9월 10일  |                      |
| 경기도     | 군포 군포역세권            | 858        | 중심지형     | 2008년 7월 8일   |                      |
| 경기도     | 군포 금정역세권            | 872        | 중심지형     | 2007년 9월 10일  | 2010년 9월 9일 실효  |
| 경기도     | 고양 능곡                  | 805        | 주거지형     | 2007년 11월 5일  |                      |
| 경기도     | 남양주 덕소                | 657        | 주거지형     | 2007년 11월 26일 |                      |
| 경기도     | 고양 일산                  | 596        | 주거지형     | 2007년 12월 31일 |                      |
| 경기도     | 안양 만안                  | 1,776      | 주거지형     | 2008년 4월 7일   | 2011년 4월 6일 실효  |
| 경기도     | 의정부 금의                | 1,010      | 주거지형     | 2008년 4월 7일   |                      |
| 경기도     | 의정부 가능                | 1,299      | 주거지형     | 2008년 4월 7일   |                      |
| 경기도     | 시흥 은행                  | 610        | 주거지형     | 2008년 5월 7일   |                      |
| 경기도     | 평택 신장                  | 1,182      | 주거지형     | 2008년 5월 7일   |                      |
| 경기도     | 평택 안정                  | 500        | 주거지형     | 2008년 5월 7일   | 2011년 1월 5일 해제  |
| 경기도     | 남양주 도농                | 600        | 중심지형     | 2008년 6월 2일   |                      |
| 경기도     | 남양주 퇴계원              | 1,106      | 주거지형     | 2009년 4월 30일  |                      |
| 경기도     | 김포                       | 2,008      | 주거지형     | 2009년 1월 16일  |                      |
| 경기도     | 양곡                       | 387        | 주거지형     | 2009년 4월 9일   | 2011년 6월 10일해제  |
| 경기도     | 오산                       | 2,986      | 주거지형     | 2009년 1월 2일   |                      |
| 경기도     | 시흥 대야                  | 1,107      | 주거지형     | 2009년 7월 14일  |                      |
| 대전광역시 | 동구 대전역세권            | 887        | 중심지형     | 2006년 12월 29일 |                      |
| 대전광역시 | 대전 상서·평촌             | 2,680      | 중심지형     | 2007년 8월 3일   |                      |
| 대전광역시 | 도마·변동                  | 2,213      | 주거지형     | 2007년 8월 31일  |                      |
| 대전광역시 | 선화·용두                  | 739        | 주거지형     | 2007년 11월 9일  |                      |
| 대전광역시 | 유성시장                   | 338        | 중심지형     | 2007년 12월 31일 |                      |
| 대전광역시 | 신탄진                     | 470        | 중심지형     | 2007년 12월 31일 |                      |
| 대전광역시 | 동구 신흥                  | 681        | 주거지형     | 2008년 3월 28일  |                      |
| 대전광역시 | 유성구 도룡중심권          | 1,444      | 중심지형     | 2008년 9월 12일  |                      |
| 대전광역시 | 대덕구 오정                | 1,873      | 주거지형     | 2009년 6월 26일  |                      |
| 부산광역시 | 서구 충무                  | 1,005      | 주거지형     | 2007년 5월 23일  |                      |
| 부산광역시 | 금정구 서·금사             | 1,508      | 주거지형     | 2007년 5월 23일  |                      |
| 부산광역시 | 부산진구 시민공원주변      | 895        | 중심지형     | 2007년 5월 23일  |                      |
| 부산광역시 | 영도구 영도제1             | 1,189      | 주거지형     | 2007년 5월 23일  |                      |
| 부산광역시 | 사하구 괴정                | 835        | 주거지형     | 2008년 5월 21일  | 2011년 4월 20일 해제 |
| 강원도     | 춘천 약사                  | 728        | 주거지형     | 2008년 8월 29일  |                      |
| 강원도     | 춘천 소양                  | 728        | 주거지형     | 2008년 8월 29일  |                      |
| 경상북도   | 포항 동빈내항복원          | 591        | 주거지형     | 2009년 2월 12일  |                      |
| 전라남도   | 목포 서산·온금             | 388        | 주거지형     | 2009년 11월 27일 |                      |
| 대구광역시 | 동구 신암                  | 1,085      | 주거지형     | 2007년 5월 21일  |                      |
| 대구광역시 | 서구 평리                  | 689        | 주거지형     | 2010년 11월 22일 |                      |
| 충청남도   | 아산온양중심상권           | 404        | 중심지형     | 2007년 12월 10일 |                      |
| 제주도     | 제주시 구도심              | 453        |              | 2008년 12월 24일 |                      |

## 같이 보기
- 신도시
- 도시 재개발